# Pasquali (empresa)
La empresa Pasquali es una división, con sede en Abbiategrasso (Milán), del grupo italiano BCS Group. Fue fundada en 1949 en Calenzano, provincia de Florencia. Está especializada en el diseño y producción de tractores agrícolas y motocultores.

## Historia

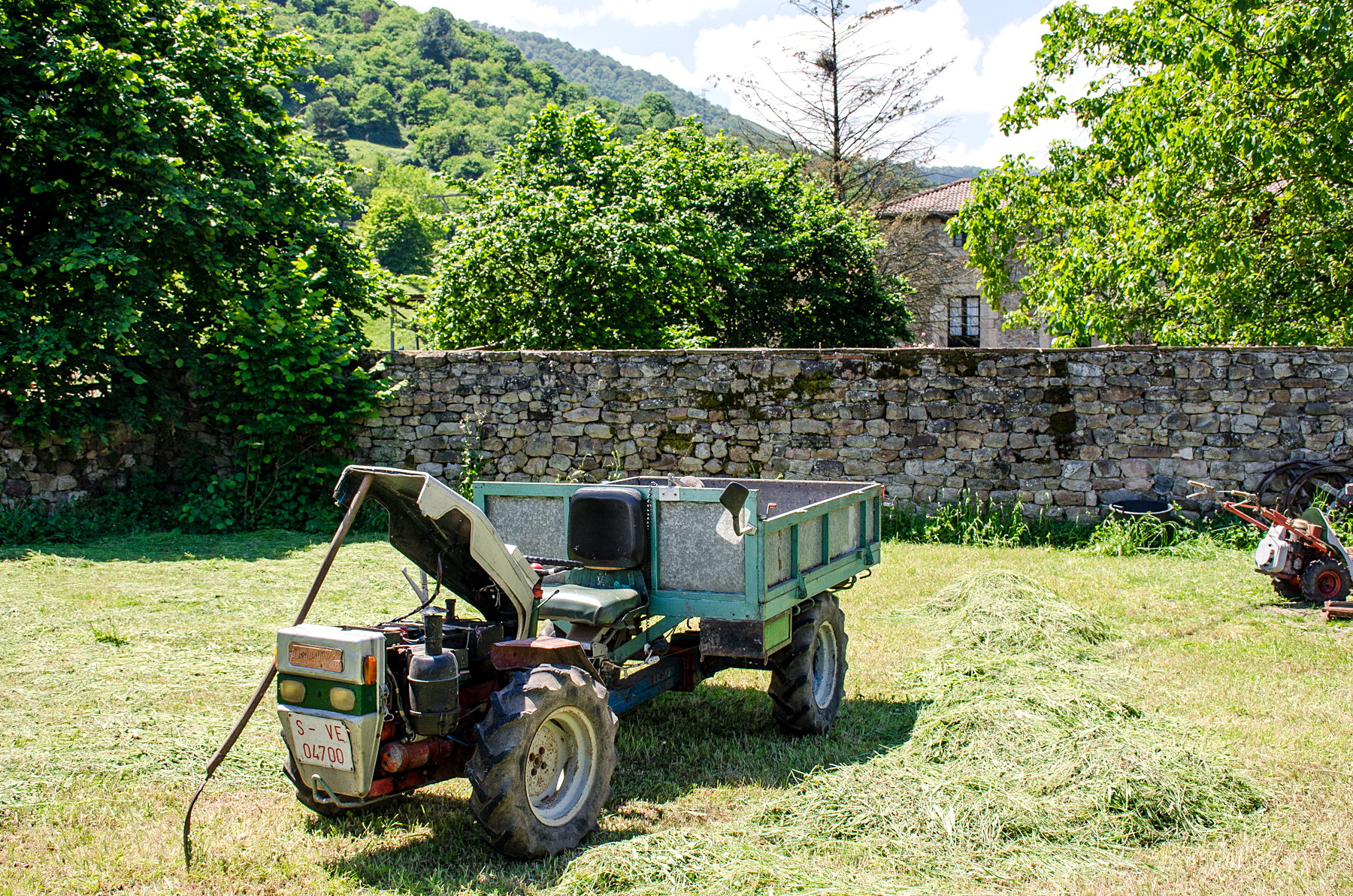
Pasquali 957/603.

La actividad de Pasquali Macchine Agricole se inicia en 1949, cuando, de acuerdo con una idea innovadora del florentino Lino Pasquali, fundador de la sociedad y cuyo apellido sigue llevando, nació uno de los primeros medios mecánicos de reducidas dimensiones que podía realizar labores agrícolas  imposibles para los tractores: el motocultor. Lino Pasquali ha sido una de las figuras más importantes en la historia de la mecanización agrícola.
Tras el éxito inmediato del motocultor, a fines de los años 1950, se percibió la necesidad de mejorar la comodidad cuando se trabajaba con el motocultor, al que se le añadió un eje, completado con asiento y dirección, lo que le transformaba en un minúsculo tractor.
Esta máquina tuvo un gran éxito, impulsando a Pasquali a atreverse con un nuevo proyecto que, a principios de los años 1960, ya estaba maduro. Era la creación de un minitractor de cuatro ruedas, las cuatro con el mismo diámetro, con volante central articulado. Es mucho más cómodo y da más prestaciones que el motocultor, igual de manejable y a precio económico. Demostró ser un titán entre las hileras de las viñas y se vendió como churros. En poco tiempo reforzó la estructura y le equipó con neumáticos más grandes, creando un tractor, también con las cuatro ruedas del mismo diámetro, más potente, si bien menos manejable.
Para reducir al máximo el radio de giro, Lino Pasquali, tuvo una idea genial, hizo más pequeñas las ruedas anteriores. Nadie había pensado en esa idea, la cual, más tarde, sería imitada por la competencia.
En ese momento, a la edad de ochenta años, al final de los años 1990, Lino Pasquali empezó a buscar un socio industrial que pudiera continuar con el desarrollo de su empresa. Lo encontró en el grupo BCS Group, de Abbiategrasso, fundado en 1943 por Luigi Castoldi, el cual adquirió la marca Pasquali en 1999.
Gracias a esta absorción por el grupo BCS, las máquinas de Pasquali siguen estando en el mercado y vendiéndose en todo el mundo. Ofrece una gama amplia y bien estructurada de motocultores y tractores especializados con potencias que rozan los 100 cv.

### Automóviles
Los modelos E-Setta y Risciò eran coches pequeños. Eran vehículos de tres ruedas, siendo la trasera la impar. Se ofrecían dos opciones, monoplaza y biplaza. Tenían una longitud de 219 cm. Eran propulsados por un motor eléctrico. La velocidad máxima declarada estaba limitada por su diseño a entre 40 y 45 km/h. Tenían una autonomía de 50 km.